# Lötsjön-Golfängarna
Lötsjön-Golfängarnat är ett naturreservat i Sundbybergs kommun i Stockholms län.
Området är naturskyddat sedan 2017 och är cirka 26,5 hektar stort. Reservatet omfattar Lötsjön och strandområdet samt den tidigare golfbanan Golfängarna. Reservatet består av öppna ytor och gamla och grova tallar.

## Bilder

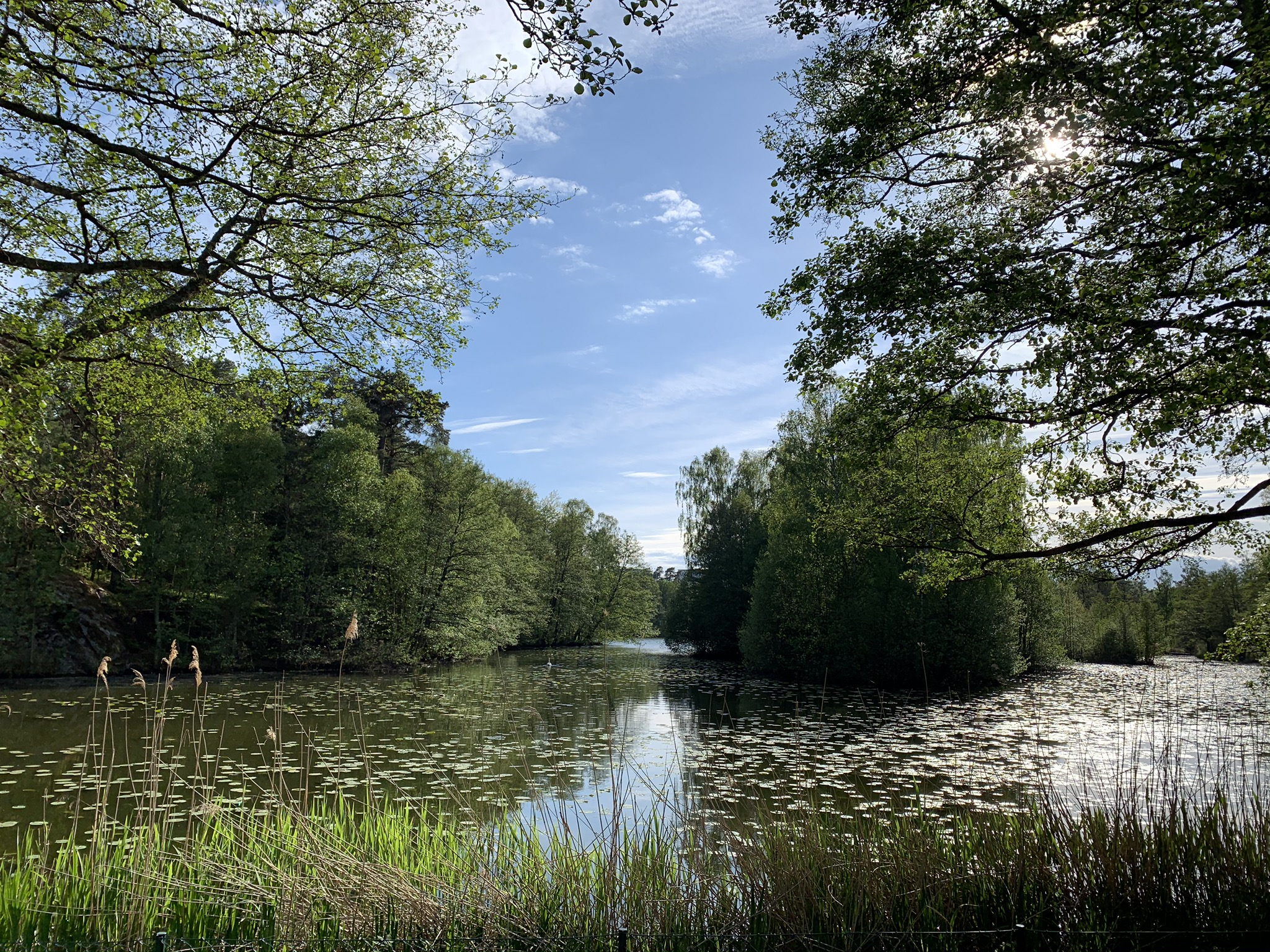
Lötsjön
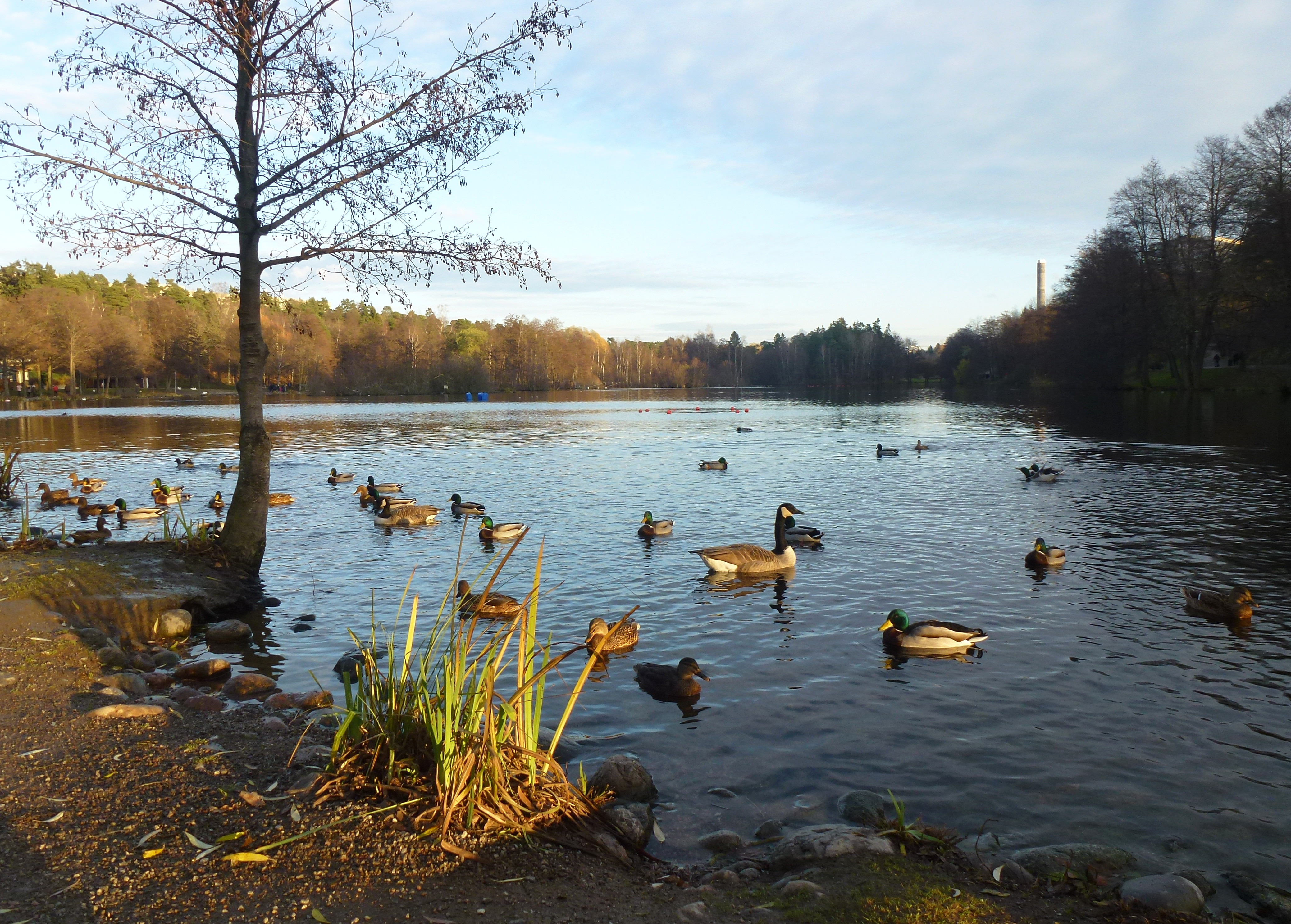
Lötsjön
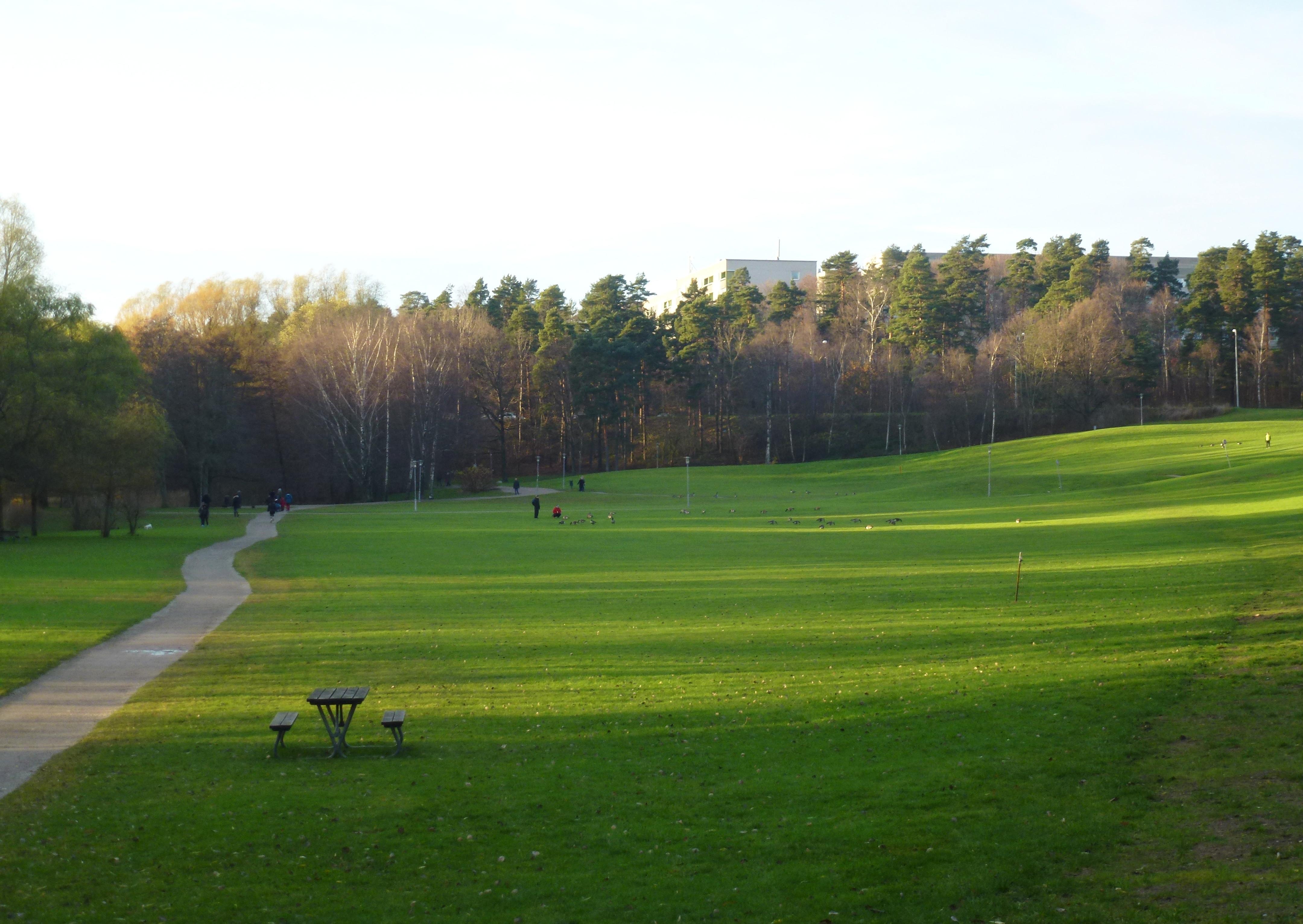
Golfängarna